# 710
Раннє Середньовіччя. Триває чума Юстиніана. У Східній Римській імперії продовжується правління Юстиніана II. Більшу частину території Італії займає Лангобардське королівство, деякі області належать Візантії. Франкське королівство розділене між правителями з династії Меровінгів. Іберію  займає Вестготське королівство.  В Англії триває період гептархії. Авари та слов'яни утвердилися на Балканах. Центр Аварського каганату лежить у Паннонії. Існують слов'янські держави: Карантанія та Перше Болгарське царство.
Омеядський халіфат займає Аравійський півострів, Сирію, Палестину, Персію, Єгипет, Північну Африку. У Китаї править династія Тан. Індія роздроблена. В Японії завершився період Ямато.  Хазарський каганат підпорядкував собі кочові народи на великій степовій території між Азовським морем та Аралом. Відновився Тюркський каганат. 
На території лісостепової України в VIII столітті виділяють пеньківську й корчацьку археологічні культури. У VIII столітті продовжилося швидке розселення слов'ян. У Північному Причорномор'ї співіснують різні кочові племена, зокрема булгари, хозари, алани, авари, тюрки, кримські готи.

## Події
- Муса ібн-Нусайр захопив Танжер. Засновано Нікорський емірат.
- Королем Вестготського королівства став Родеріх.
- Візантійський полководець Лев відбив у арабів Абхазію.
- Херсонес Таврійський при підтримці хозарів підняв бунт проти Візантійської імперії. Візантійський флот взяв місто й відновив порядок, але потім потрапив у шторм, який потопив багато кораблів. Бунт відновився.
- У Китаї принцеса Вей отруїла свого чоловіка імператора Чжун-цзуна. Вона готувалася оголосити своє власне правління, але її вбили, й імператором став Жуй-цзун.
- В Японії  столицю перенесли до Хейдзьо-кьо (сучасне місто Нара). Ця подія знаменує кінець періоду Ямато в японській історії.

## Померли
- Чжун-цзун (中宗, 26 листопада 656 —3 липня 710) — 4-й імператор династії Тан у 684, 705–710 роках, девіз правління Сішен.